# Список керівників держав 790 року
Список керівників держав 790 року — це перелік правителів країн світу 790 року
Список керівників держав 789 року — 790 рік — Список керівників держав 791 року — Список керівників держав за роками

## Європа

### Британські острови
- Шотландія:
  - Дал Ріада — Доноркі, король (781–792)
  - Пікти — Костянтин, король (789–820)
  - Стратклайд (Альт Клуїт) — Рідерх ап Еугейн, король (780–798)

- Вессекс — король Беортрік (786—802)
- Думнонія — король Гернам ап Освальд (790—810)
- Ессекс — король Сігерік I (758—798)
- Кент — Оффа, король (785—796)
- Мерсія — король Оффа (757—796)
- Нортумбрія — Осред II (788—790); Етельред I (790—796)
- Східна Англія — король Етельберт II (бл. 790—794)
- Уельс:
  - Бріхейніог — король Гріфід (770—800)
  - Гвент — король Атруіс III ап Фарнвайл (775—810)
  - Дівед — король Маредид ап Теудос (760—798)
  - Королівство Повіс — Каделл ап Елісед (Cadell ap Elisedd, 773—808)
  - Гвінед — король Карадог ап Мейріон (754—798)

### Північна Європа
- Данія — конунг Рагнар Лодброк (756–794)
- Ірландія — верховний король Доннхад Міді мак Домнайлл (775-797)
- Норвегія:
  - Вестфольд — конунг Ейстейн Грім (750–790)

### Франкське королівство— корольКарл I Великий(768—814)
- Аквітанія — Людовик I Благочестивий, король (781—814)
  - Тулуза — граф Торсон (778—790); граф Ґійом Желонський (790—806)
  - Герцогство Васконія — герцог Адалрик (778 — бл. 801)
  - Жирона — Ростан, граф (785 — ок. 801)
  - Каркассон — Белло, граф (790—810)
  - Конфлан і Разес — Бера, граф (790—812)
- Баварія — Герольд (префект) (788—799)
- Архієпископство Ліон — архієпископ Адон (768—798)
- Макон та графство Отьєн — граф Тьєррі I (733—791)
- Нант — граф-єпископ Оділард (770—800)
- Графство Овернь — граф Іктерій (778—818)
- Графство Париж — граф Етьєн (778—811)
- Архієпископство Реймс — архієпископ Турпін (753—800)
- Архієпископство Руан — архієпископ Майнард (772—799)
- Септиманія — граф Теодерик (768—793)

### Німеччина
- Графство Ааргау — граф Ульрих I (780—810)
- Єпископство Вормс — єпископ Еремберт (770—803)
- Архієпископство Майнц — архієпископ Рихульф I (787—813)
- Єпископство Пассау — єпископ Вальдрих (774—804)
- Єпископство Регенсбург — єпископ Сінгеберт (768—791)
- Сакси — вождь Відукінд (743—807)
- Єпископство Трір — єпископ Віомад (757—791)
- Графство Тургау — граф Варін (750—790)
- Єпископство Фульда — єпископ Баугульф (779—802)

### Центральна  Європа
- Перше Болгарське царство — хан Кардам (777—802)
- Литва (Лютичі) — князь Драгувит (780—810)
- Сербія — князь Вишеслав (770—800)
- Словенія (Карантанія) — у 788—820 стала васальним князівством Франкської держави
- Приморська Хорватія — князь Вишеслав (785? — 802)

### Іспанія
- Кордовський халіфат — емір Хішам I (788—796)
- Астурія — король Бермудо I (788—791)

### Італія—король Піпін(Pepin) (781—810)
- Венеціанська республіка — дож Джованні Гальбайо (787—804)
- Князівство Беневентське — князь Грімоальд III (787—806)
- Герцогство Сполетське — герцог Вінігіз (789—822)
- Герцогство Фріульське — герцог Ерік Фріульський (787—799)
- Неаполітанський дукат — дука Григорій II (766—794)
- Папська держава — папа римський Адріан I (772—795)

### Візантійська імперія
Візантійська імперія — імператор Костянтин VI Сліпий (780-797) при регентстві матері імператриці Ірини Афінської.

## Азія

### Західна Азія
- Аббасидський халіфат — халіф Гарун ар-Рашид (786–809)
- Дербент (династія Суламідів) — емір Хашим I (790–797)

- Кавказ:
  - Абхазьке царство — цар Леон II (778–828)
  - Васпуракан — нахарар
  - Вірменський емірат — ішхан Ашот IV Мсакер (790-826)
  - Гардман (Кавказька Албанія) — мелік Степанос I (770–790)
  - Джавахеті — ерісмтавар Мір
  - Кахетія — ерістав Йоване (786–790)
  - Сюні — нахарар Васак Сюні (780-810)

### Центральна Азія
- Персія:
  - Гілян — іспахбад Шахріяр I (763–791)
- Гурган — іспахбад
- Середня Азія:
  - Хорезм (династія Афрігідів) — шах Туркасабас (780-820)
  - Уйгурський каганат — каган Кюлюг-каган (789-790)

### Південна Азія
- Індія:
  - Венгі— Східні Чалук'я — махараджа Вішнувардхана IV (772-808)
  - Гуджара-Пратіхари — махараджахіраджа Ватсараджа (775-805)
  - Західні Ганги — магараджа Шривамара II (788–816)
  - Імперія Пала — махараджа Дгармапала (780-810)
  - Династія Паллавів — махараджахіраджа Нанді-варман II (732–796)
  - Держава Пандья — раджа Расасинган II (790–800)
  - Раштракути — махараджахіраджа Дхрува (780-793)
  - Держава Чера — раджа Віра Рагхава Чакраварті (770–800)

- Острів Шрі-Ланка:
  - Сингаладвіпа — раджа Махінда II (777-797)

### Південно-Східна Азія
- Індокитай:
  - Бан Пха Лао — раджа Лао Клао Кео Ма Мианг (759–804)
  - Двараваті — раджа Шрі Двараватишвара (бл. 780)
  - Мианг Сва — раджа Кхун Вілінга (780-800)
  - Чампа — князь Сат'яварман (770-787)
  - Ченла — король Джаяварман (770–781)
- Індонезія:
  - Матарам — шрі-махараджа Дхараніндра (бл. 775 — бл. 800)
  - Імперія Шривіджая — махараджа Самарагравіра (782–792)
  - Сунда — Прабу Гилінгвесі (Prabu Gilingwesi), король (783–795)

### Східна Азія
- Японія — імператор Камму (781–806)
- Китай:
  - Династія Тан — імператор Де-цзун (779-805)
  - Бохай — гован Да Ціньмао (737–793)
  - Наньчжао — ван Імоусюнь (779-808)

- Тибет — цемпо Тисрондецан (755–797), але фактично правив його син Мунецанбо (762–786)
- Непал (династія Лічхави) — махараджа
- Паган — король Хтун Лут (785–802)
- Шанські держави:
  - Могаунг — Со Кам Па (777-808)
  - Муанмау — собва Ні Фа Маунг (753–793)
  - Сипау (Онг Паун) — Со Хом Па (761–797)
- Корея:
  - Сілла — ван Вонсон (785–798)

## Африка
- Аксум — негус Дабра-Ферем (780-790)
- Аудагаст — емір Тіклан аль-Ламтуні (770–800)
- Імперія Гао — дья Аям Каравей (780-800)
- Іфрикія — емір Рох ібн Хатім аль-Мухаллебі (787–791)
- Ідрісиди Марокко — імам Ідріс I ібн Абдаллах (788–791)
- Некор — емір Саїд I ібн Ідріс (760–803)
- Нефуса — імам
- Рустаміди (Ібадити) — імам Абд аль-Ваххаб ібн Абд ар-Рахман (787–823)

## Америка
- Цивілізація Майя:
  - Копан — цар Яш Пасай Кан Йопаат (763–810)
  - Куаутітлан  — цар Шіунельцін (750–804)
  - Кулуакан — цар Ноноуалькатль I (767–845)
  - Тікаль — цар Яш-Нун-Аїн II (768–790)
- Тольтеки — цар Тотепеу (760–800)